# 品脫拉拉 (阿拉巴馬州)
品脫拉拉（英語：Pintlala）是一個位於美國阿拉巴馬州蒙哥馬利縣的非建制地區。該地的面積和人口皆未知。

## 地理
品脫拉拉的座標為32°10′33″N 86°22′03″W / 32.17583°N 86.36750°W，而該地的平均海拔高度為77米（即253英尺）。